# Argyractis aengusalis
Argyractis aengusalis là một loài bướm đêm trong họ Crambidae.